# Notte nuziale
Notte nuziale (A Sainted Devil) è un film muto del 1924 diretto da Joseph Henabery. Interpretato da Rodolfo Valentino e da Nita Naldi, fu prodotto dalla Famous Players-Lasky Corporation e girato a Farmingdale, Long Island. Il film venne distribuito dalla Paramount Pictures il 17 novembre 1924.
La sceneggiatura è tratta dal romanzo breve Rope's End di Rex Beach, adattato per lo schermo da Forrest Halsey.
Attualmente, viene considerato un film perduto.

## Trama
Durante la prima notte di nozze del ricco fazendero argentino don Alonzo Castro, la sposa Julietta viene rapita da El Tigre. Il bandito è stato pagato dall'ex amante di don Alonzo, la perfida Carlotta.
Don Alonzo sorprende una donna - che egli prende per la moglie perché indossa l'abito da sposa di Julietta - tra le braccia del bandito. Amareggiato, l'uomo maledice tutte le femmine di questo mondo, credendo di essere stato tradito. Deciso a vendicarsi, cerca El Tigre in un locale che sa frequentato dal suo rivale. Dopo alcuni appostamenti, riesce finalmente a trovarsi davanti al suo avversario che sfida. Ma, quando sta per soccombere, viene salvato da Luis, un acerrimo nemico del bandito che uccide El Tigre.
La ballerina Carmelita, allora, rivela la verità a Don Alonzo: quella che lui credeva sua moglie, in effetti, era Carlotta che aveva indossato gli abiti di sua moglie. La quale, sana e salva, ha trovato rifugio in un convento.

## Produzione
Prodotto dalla Famous Players-Lasky Corporation, fu girato a Farmingdale a Long Island

## Distribuzione
Il film venne distribuito dalla Paramount Pictures il 17 novembre 1924 nelle sale statunitensi e, nel 1926, in Italia. Attualmente, viene considerato perduto, tranne uno spezzone superstite di meno di un rullo.

### Date di uscita
IMDb
- USA	17 novembre 1924
- Finlandia	21 marzo 1926
- Germania	novembre 1926
- Italia		1926
- Portogallo	5 marzo 1928

Alias
- Agiasmenos diavolos	Grecia
- Die Bluthochzeit der Castros	Germania
- Ein heiliger Teufel	   Austria
- El diablo santificado 	Spagna
- O Pecador Divino	Portogallo